# Siebenbründl

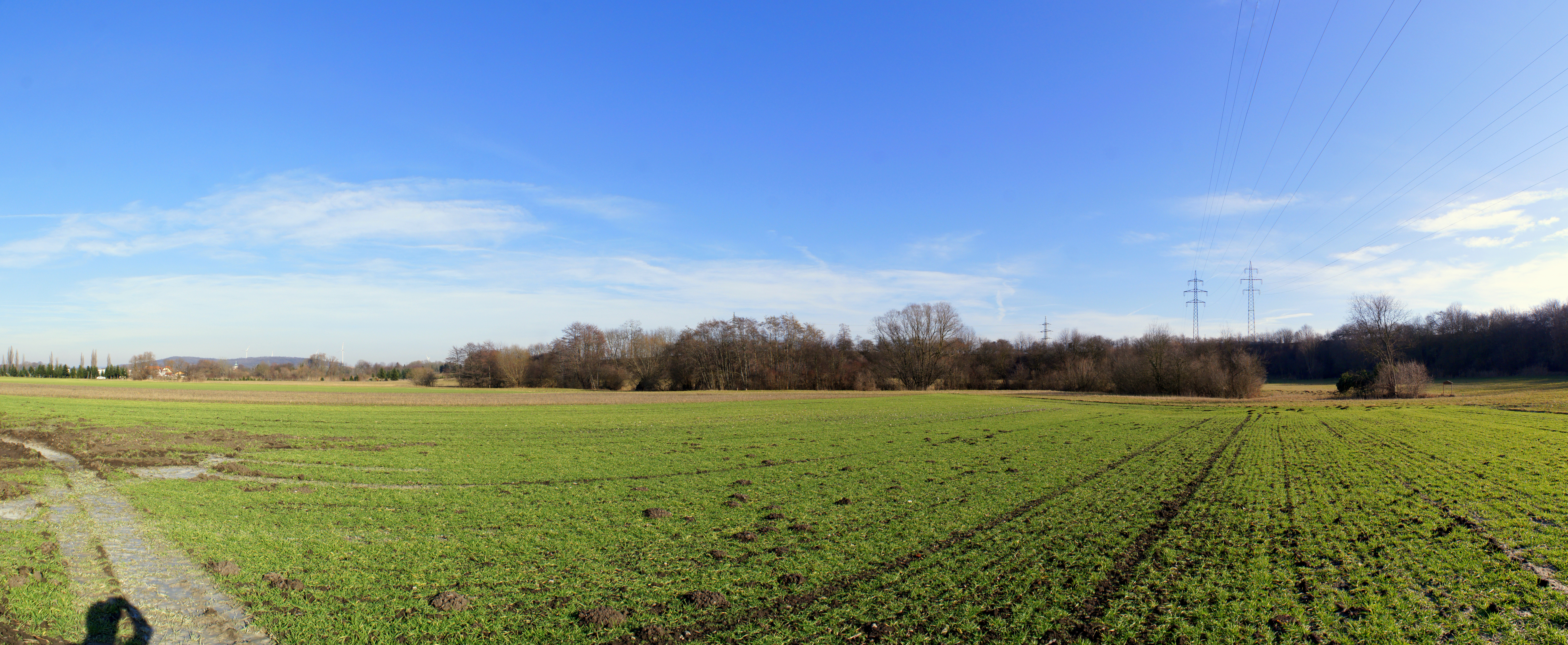
Siebenbründl von Westen aus gesehen

Lagekarte der Schutzobjekte
Naturdenkmal „Feuchtbiotop Siebenbründl“
Fundzone „Bei den Sieben Brünndeln“
Fundzone „Ließfeld“
Eisenzeitliches Gräberfeld (grobe Lage)

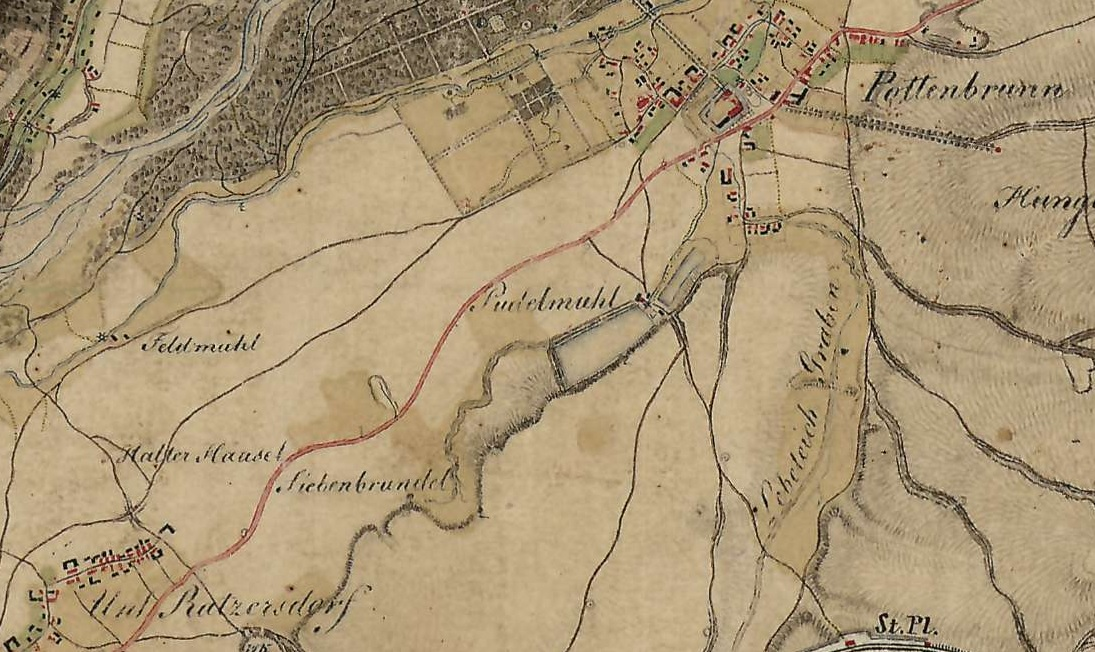
Siebenbündl (geschrieben Siebenbrundel) zwischen 1809 und 1818 (Franziszeische Landesaufnahme)

Siebenbründl oder Bei den sieben Bründln (auch: Brünndeln oder Brünndln) ist eine Flurbezeichnung für ein Gebiet zwischen den St. Pöltner Stadtteilen Ratzersdorf und Pottenbrunn im Bereich der Anschlussstelle St. Pölten Nord der Schnellstraße S 33. Dort befinden sich neben dem Naturdenkmal Siebenbründl und dem Eisenzeitlichen Gräberfeld Pottenbrunn mehrere archäologische Verdachtsflächen, die Gebiete überschneiden sich teilweise.
Während das Naturdenkmal erst seit 1993 besteht, wurden ab 1930 in mehreren Grabungsperioden eisenzeitliche Gräber aus der späten Hallstatt- und älteren Latènezeit freigelegt, die Nekropole enthielt 42 Grabbauten mit 45 Bestattungen, darunter drei Doppelbelegungen.

## Grabungsgeschichte und Unterschutzstellung
Grabfunde aus dem Jahr 1930 sowie der Bau der Kremser Schnellstraße (S33) waren der Anlass, 1981 und 1982 durch das Bundesdenkmalamt unter der Leitung von Johannes-Wolfgang Neugebauer ausführliche Grabungen vorzunehmen.
Das Gräberfeld befand sich in der Flur Steinfeld auf einer Schotterzunge am rechten Traisenufer der Flussniederung, genauer auf den Grundstücken 1581/2, 1581/3, 1918/2, 1608/3 sowie 1608/4 der Katastralgemeinde Pottenbrunn. Nach Abschluss der Grabungen wurden im Bereich ein Teil der Anschlussstelle St. Pölten-Nord sowie die Straßenmeisterei St. Pölten-Pottenbrunn errichtet. Direkt angrenzende, noch nicht ergrabene Bereiche sind als Bodendenkmale (Fundzone „Bei den Sieben Brünndeln“ (Pottenbrunn), Fundzone „Bei den Sieben Brünndeln“ (Ratzersdorf)) unter Denkmalschutz gestellt. Auf der Hochterrasse des angrenzenden Wagrams befindet sich zudem die unter Schutz stehende Verdachtsfläche Fundzone Ließfeld.
Das Naturdenkmal wurde 1993 von der Stadt St. Pölten erworben und wird seit 1998 von Freiwilligen gepflegt.

## Archäologische Fundlage
Bei den Bestattungen wurden zwölf Brandgräber festgestellt, davon zwei Leichenbrände in Urnen und zehn Brandschüttungen; die übrigen sind Körperbestattungen. Jeweils mehrere Grabstellen sind offenbar erst später durch eine einfache oder doppelte Grabumhegung aus Steinen zusammengefasst, auch einfache Kultbauten mit (absichtlich?) deformierten Waffenteilen wurden über den Grabstellen entdeckt. Es gab nachträgliche Niederlegungen und Nachbestattungen, die von den ebenso vorhandenen Raubgrabungen unterschieden werden können.
Zwei Hallstattzeit-Gräber im Süden des Bereiches sind die bisher ältesten belegten Funde, danach dürfte eine zeitliche Pause gefolgt sein. Die „neuen“ Grabstellen sind bereits der Latènezeit zuzuordnen, die hier in der gesamten Stilbreite vertreten ist. Das jüngste Grab ist durch eine Fibel aus der Mittellatènezeit datierbar. Die Geschlechterverteilung zeigt eine räumliche Trennung zwischen Frauenbestattungen im Norden des Areals und Männergräbern im Osten. Die übrigen Flächen sind uneinheitlich belegt. Ob daraus eine soziale Hierarchie abzuleiten ist, kann noch nicht mit Sicherheit gesagt werden.
Die Grabbeigaben lassen annehmen, dass in Pottenbrunn Personen aus dem Gebiet des Traisentales mit hohem sozialen Status begraben wurden, so liegt im Grab 520 ein Kultfunktionär, der als „Proto“-Druide gedeutet wurde. Handwerkergräber – ein Berufsstand mit hohem Ansehen in der Eisenzeit – und einige Kriegergräber (Schwerter) bestärken dies ebenso. Auch können anhand der Beigaben und des Umfeldes eine florierende wirtschaftliche Situation und soziale Stabilität zum Ende der Frühlatèneperiode festgestellt werden, unter anderem durch wechselnde Stilmerkmale, die aus den heutigen Gebieten Tschechiens, Ungarns und des westlichen Mitteleuropas stammen.
Grab 48 ist ein Handwerkergrab mit Werkzeugbeigaben, die entweder für Holz-, Leder- oder Metallverarbeitung geeignet sind, dazu noch ein Tongefäß mit Palmettenfries, Keramik im Waldalgesheimstil, sowie Eisen- und Bronzegefäße. Im Grab 562 wurde ein Schwertscheiden-Mundblech gefunden, das den Übergang vom Waldalgesheim- zum östlichen Schwertstil zeigt. Im Grab 54 ist eine Hohlblechperle auf einer geflochtenen Drahtkette gefunden worden, die eine hohe handwerkliche Fähigkeit dokumentiert.
Ein Frauengrab (Nr. 1003) am Nordostrand des Areals zeichnet sich durch fehlende Keramik, dafür aber Arm- und Fußreifen mit Stempelenden sowie innerer und äußerer Zier-Schraffur aus. Derartige Verzierungen sind sonst häufig in der nördlichen Schweiz bis Nordbayern und Tschechien zu finden.
In einem Grab wurde ein Keramikgefäß gefunden, das einen Stempelabdruck trägt, wie er auch in anderen Fundstellen des Raumes Niederösterreich/Westungarn, nämlich den Gräberfeldern Mannersdorf, Neunkirchen und Sopron-Krautacker, festgestellt werden konnte.

## Feuchtbiotop Siebenbründl
Das Naturdenkmal Feuchtbiotop „Siebenbründl“ (Nr. P-039) hat eine Ausdehnung von etwa 4,2 ha und besteht aus mehreren Quellen, die schnell zu einem Bach zusammenfließen. Dieser Bach entwässert über den Saubach in die Traisen. Es stellt als Lebensraum eine Kalktuffquelle dar, das Wasser hat Güteklasse I.
Im Schutzgebiet finden sich Bestände von Orchideen (Breitblättriges Fingerknabenkraut, Großes Zweiblatt), Prachtnelken, Wollgras und Rispensegge. An bachbegleitenden Ufergehölzen sind Kopfweiden, Grau-Erlen, Traubenkirschen, Weißdorn, Hartriegel und Liguster anzutreffen. Unter den gefährdeten Arten befinden sich fünf Pflanzen im Status gefährdet, weitere drei Pflanzen im Status stark gefährdet.
Das Naturdenkmal dient als Lebensraum für über 30 nachgewiesene Vogelarten, etwa Goldammer, Girlitz, Mönchsgrasmücke, Zilpzalp, Blaumeise, Sperber und Turmfalken.

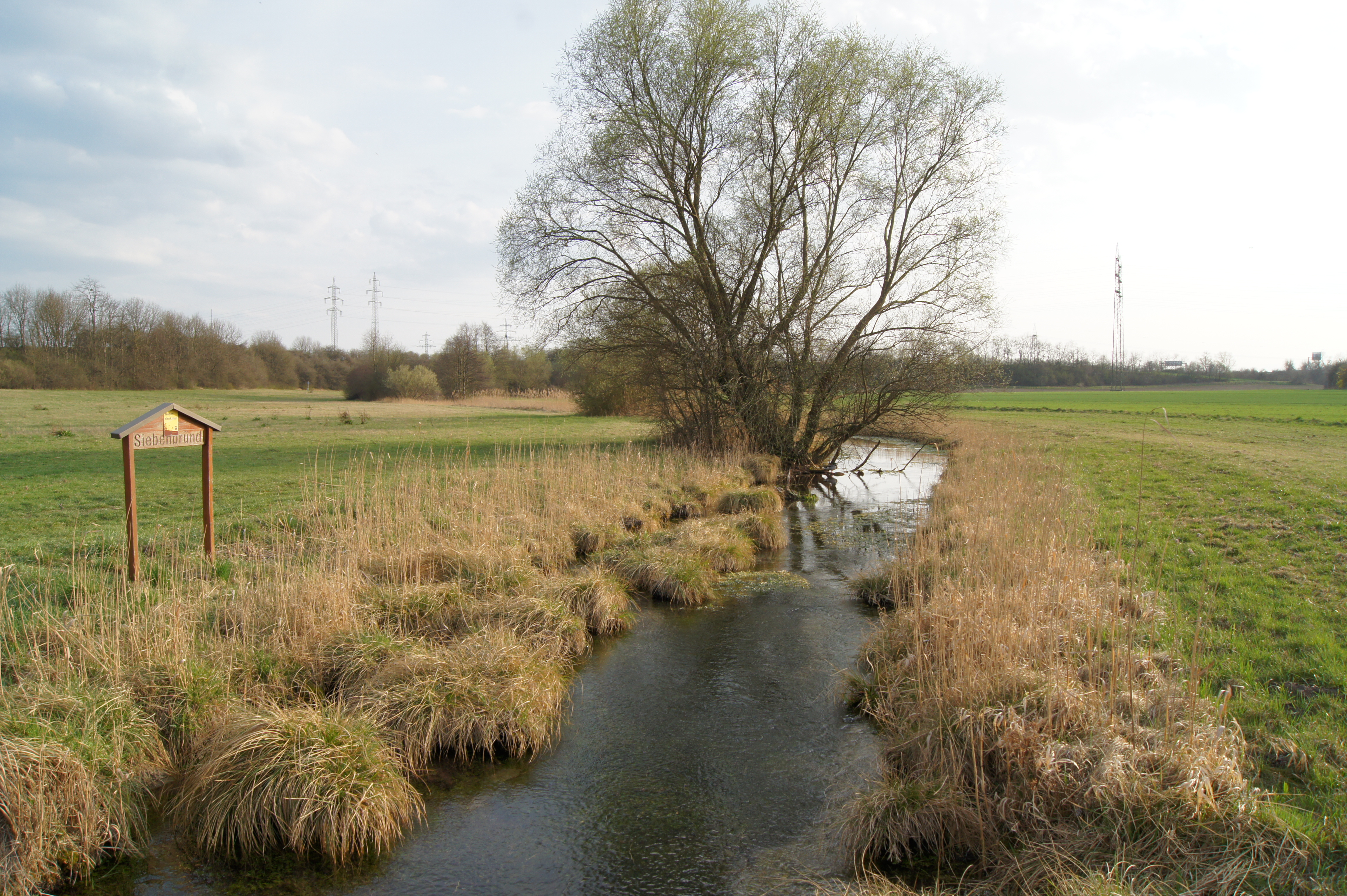
Siebenbründl Richtung Süden
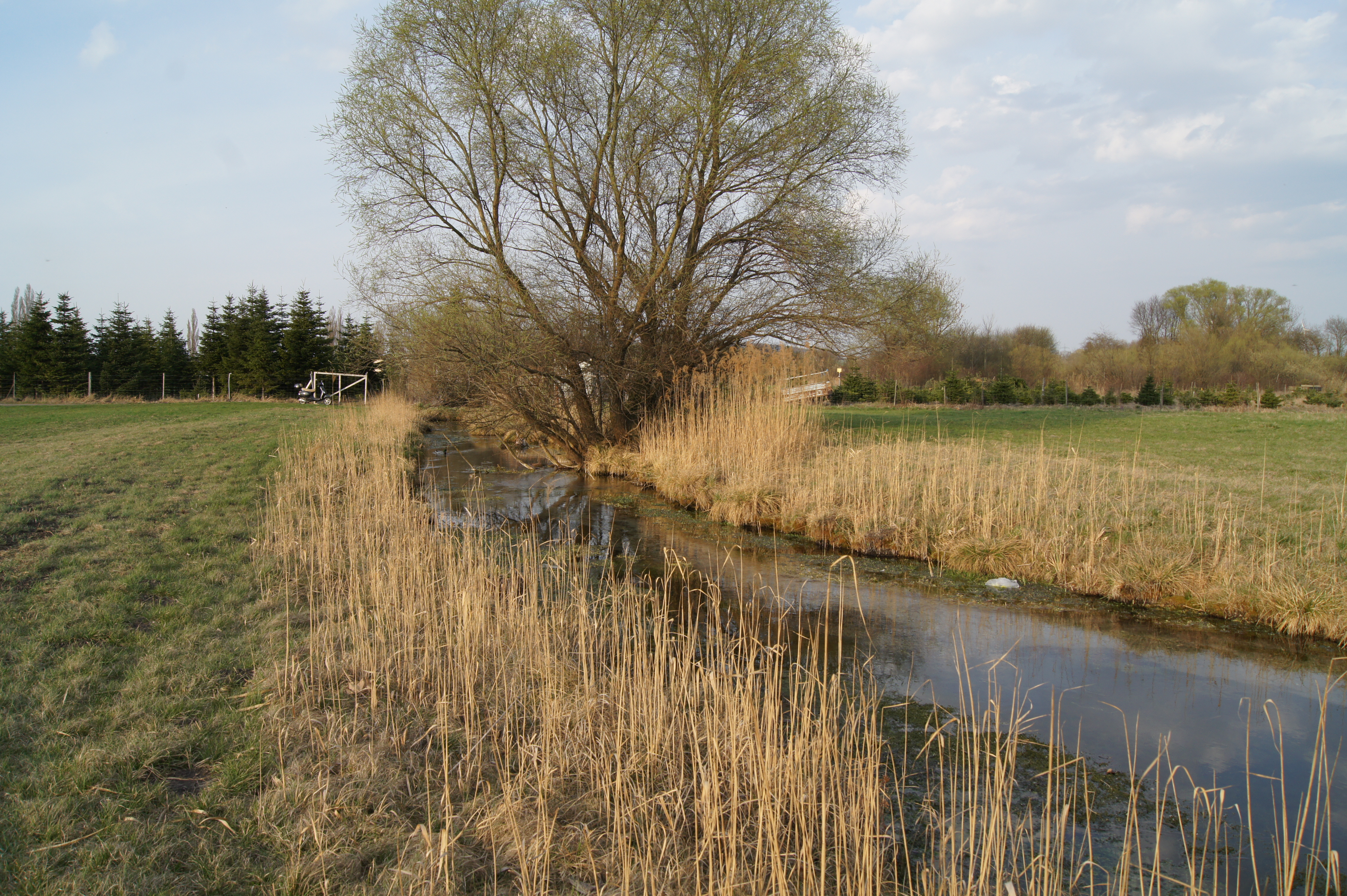
Siebenbründl Richtung Norden
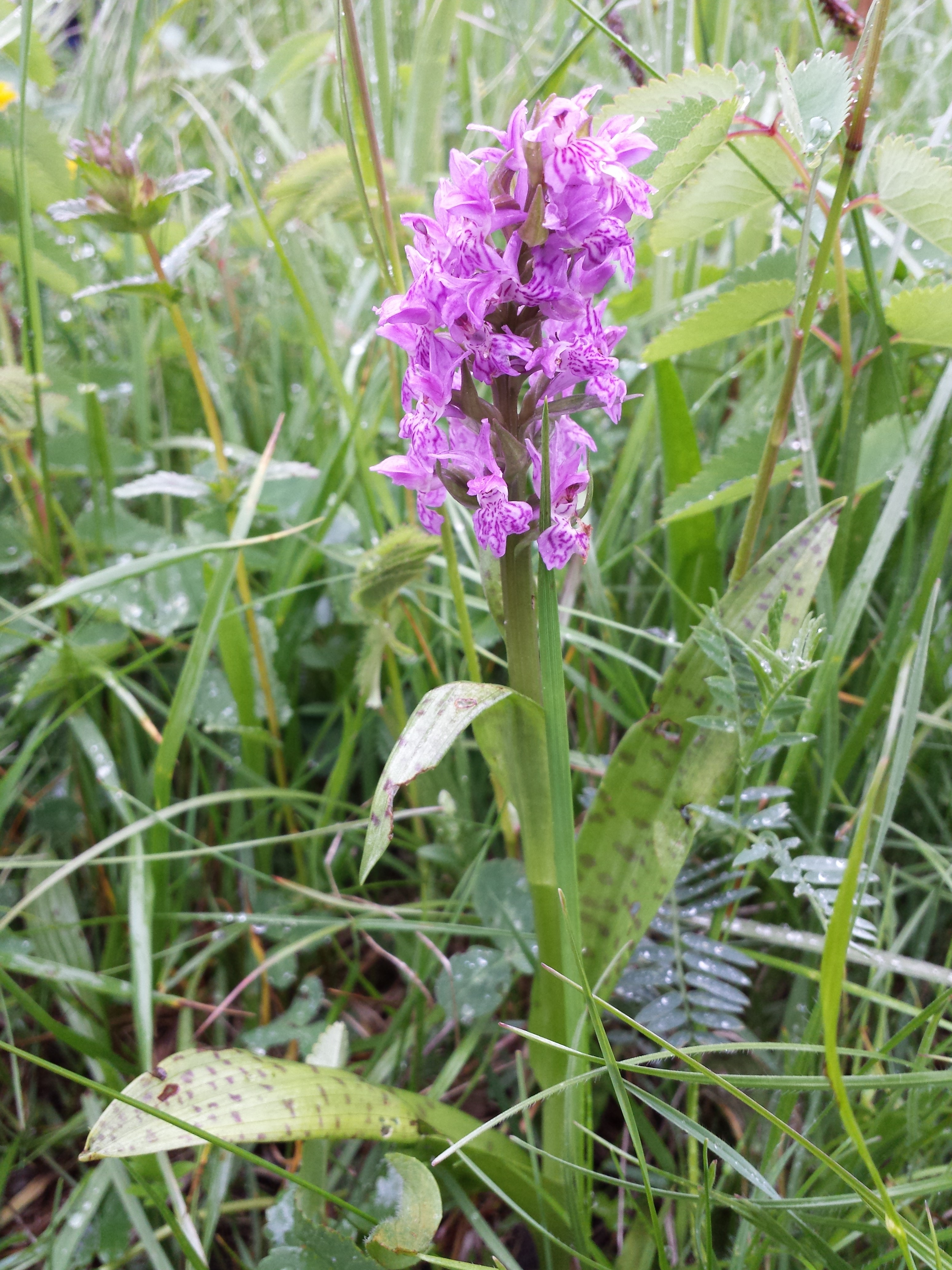
Breitblättriges Fingerknabenkraut
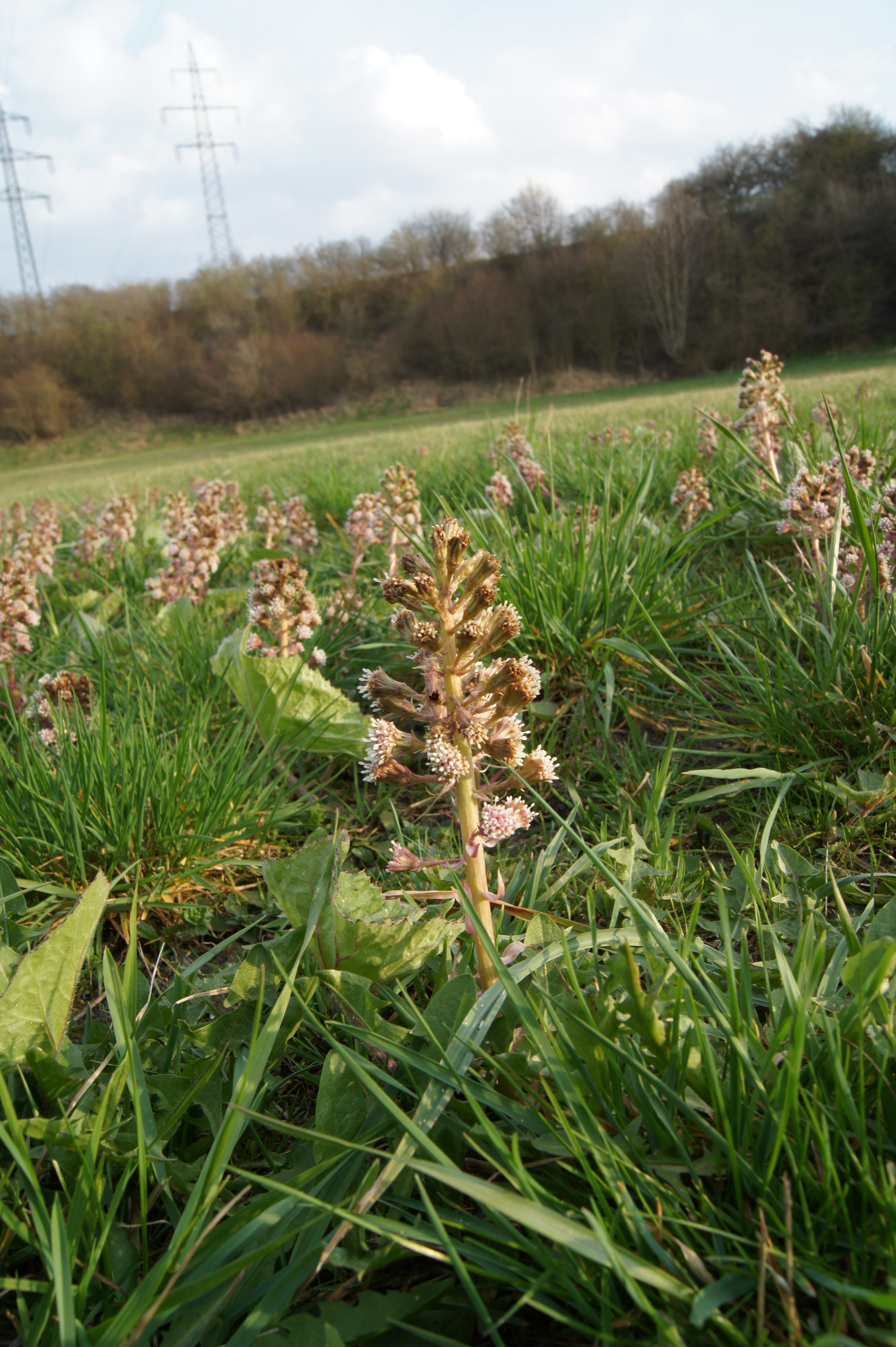
Gewöhnliche Pestwurz
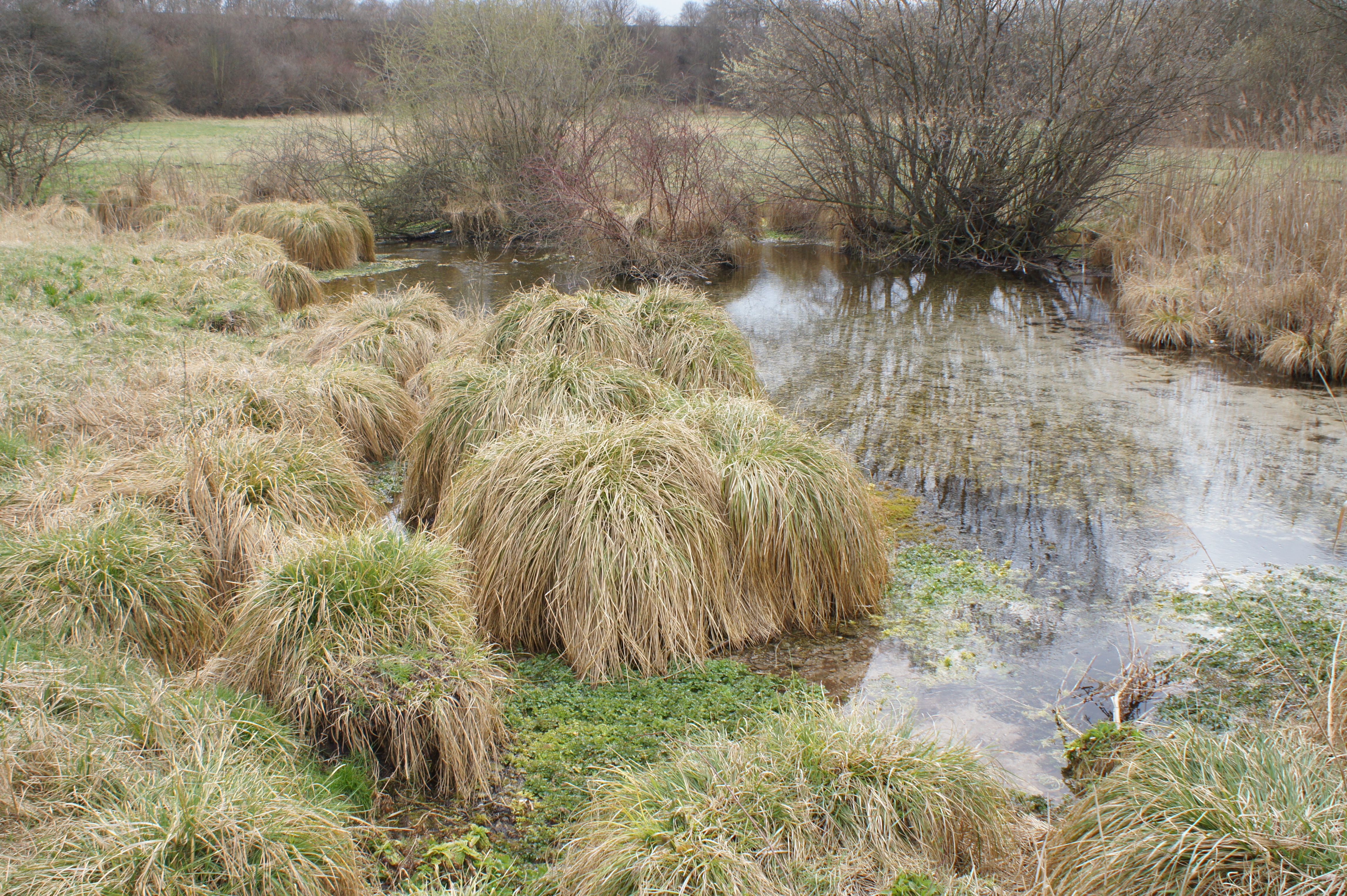
Rispensegge